# میرزا نصرالله دبیرالملک
میرزا نصرالله دبیرالملک (درگذشته ۱۳۱۹ ه‍.ق) از دولتمردان عصر قاجار بود.
او پسر حاجی محمدحسین‌خان جبه‌دارباشی شیرازی و پسرعموی عبدالوهاب نصیرالدوله بود. در سال ۱۲۷۱ ه‍.ق به جای پدرش جبه‌دارباشی شد. زمانی که میرزا حسین خان سپهسالار وزیر خارجه بود، تمام امور این وزارت‌خانه عملا برعهده میرزا نصرالله‌خان بود. در سال ۱۳۱۷ ه‍.ق وزیر داخله شد، در حالی که پیش از این سمت و عنوانش وزیر رسائل خاصه بود.
پسر او محمدحسین دبیرالملک از وزرای عصر احمدشاه قاجار بود.